# Jack Zunz

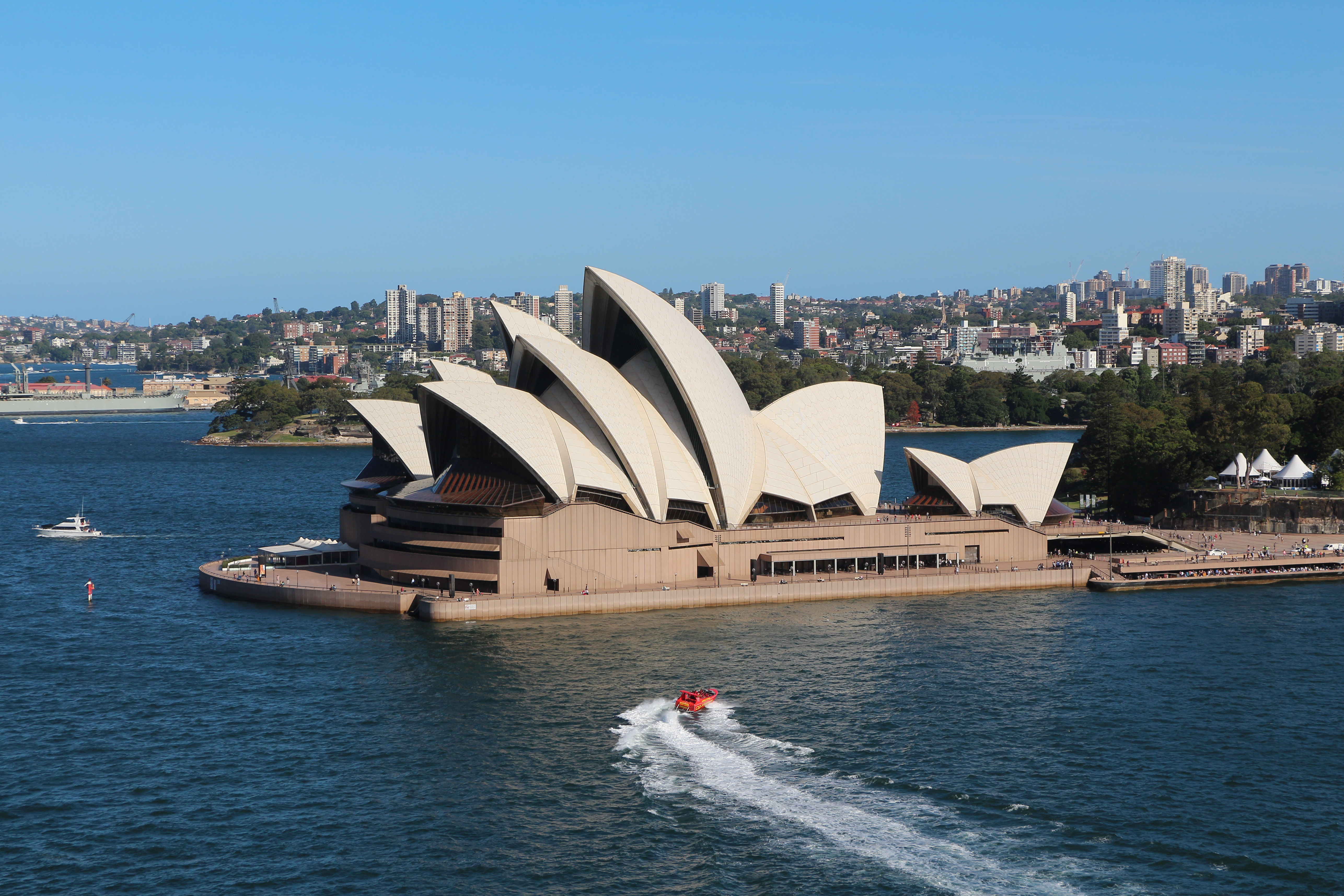
Sydney Opera House, dessen Dach maßgeblich von Zunz entworfen wurde.

Gerhard Jacob "Jack" Zunz (* 25. Dezember 1923 in Mönchengladbach; † 11. Dezember 2018) war ein deutscher, später britischer Bauingenieur.
Zunz emigrierte 1936 mit seinen Eltern und seiner Schwester nach Südafrika, wo er später (unterbrochen vom Wehrdienst im Zweiten Weltkrieg in Ägypten und Italien) mit dem Abschluss 1948 Bauingenieurwesen an der University of Witwatersrand studierte. Danach war er beratender Ingenieur und im Stahlbau, bevor er 1950 nach London ging und beim Ingenieurbüro Arup anfing. 1954 eröffnete er für Arup eine Filiale in Südafrika. 1961 war er wieder in London als Associate Partner und ab 1965 als Senior Partner von Arup. 1977 bis 1984 war er Chairman der Ove Arup Group und 1984 bis 1989 Co-Chairman der übergeordneten globalen Gesellschaft (Ove Arup Partnership). Danach war er Berater bei Arup und erster Chairman der Ove Arup Foundation, die interdisziplinäre Studiengänge in Architektur und Bauwesen in Cambridge und an der London School of Economics einrichtete.
Er war wesentlich am Sydney Opera House beteiligt und leitete das Team, das das Dach entwarf. Weitere Projekte waren das Britannic House von BP, das Standard Bank Centre in Johannesburg, der Fernsehturm Emley Moor, der Flughafenterminal London Stansted Airport sowie das HSBC-Hochhaus Hongkong.
1988 erhielt er die Gold Medal der Institution of Structural Engineers. Er ist Fellow der Royal Academy of Engineering (1983). Er war dreifacher Ehrendoktor (University of Witwatersrand, University of Glasgow, University of Western Ontario). 1989 wurde er geadelt. Er war Ehrenmitglied der Architectural Association (2011).